# På äventyr i Prostokvasien
På äventyr i Prostokvasien (ryska: Трое из Простоквашино, Troje iz prostokvasjino) är en sovjetisk tecknad kortfilm från 1978 i regi av Vladimir Popov baserad på romanen Fjodor på rymmen av Eduard Uspenskij.
Filmen var den första i en trilogi om stadspojken som kallas farbror Fjodor, katten Matrosov, hunden Snattis och andra som av olika anledningar flyttat till byn Prostokvasien.

## Handling
Farbror Fjodor, en mycket självständig stadspojke (vilket är varför han kallas farbror), träffar huskatten Matrosov i hallen och ger honom en smörgås. Men Matrosov tycker att smörgåsen är "fel" och pojken erbjuder katten att bo hos honom, men föräldrarna tillät inte att katten lämnades, eftersom mamma ville skilja sig från pappa. Matrosov Fjodor, efter att ha skrivit ett brev till sina föräldrar, lämnar tillsammans med Matrosov sitt hus och åker från stan.

## Röstrollista
- Maria Vinogradova – farbror Fjodor
- Oleg Tabakov – katten Matrosov
- Lev Durov – hunden Snattis
- Boris Novikov – brevbäraren Igor Ivanovitj Petjkin
- Valentina Talyzina – farbror Fjodors mamma
- German Katjin – farbror Fjodors pappa
- Zinaida Narysjkina – kaja

## Filmteam
- Manusförfattare – Eduard Uspenskij
- Regissör – Vladimir Popov
- Kompositör – Jevgenij Krylatov
- Scenograf – Nikolaj Jerykalov, Levon Chatjatrjan
- Filmfotograf – Kabul Rasulov
- Ljudingenjör – Boris Filtjikov
- Klippare – Natalia Stepantseva
- Målare – Marina Voskanjants, Elvira Maslova, Galina Zebrova, Marina Rogova, Renata Mirenkova, Dmitrij Anpilov, Sergej Marakasov
- Redaktör – Raisa Fritjinskaja
- Assistenter – Lidia Nikitina, Ljudmila Krutovskaja
- Producent – Ljubov Butyrina

## Produktion
På begäran av regissören Vladimir Popov delades arbetet upp med att skapa bilderna mellan scenograferna. Levon Chatjatrjan arbetade på hur brevbäraren Petjkin skulle se ut, onkel Fjodors mamma och pappa och onkel Fjodor själv. Levon Chatjatrjan kopierade onkel Fjodors mamma från hans fru, skådespelerskan Larisa Mjasnikova. Nikolaj Jerykalov arbetade med djuren: katten Matroskin, hunden Sjarik, kon Murka och hennes kalv Gavrjusja.

## Mottagande
I en undersökning som genomfördes den 8-9 februari 2014 bland 1,5 tusen invånare i Ryssland stiftelsen Obsjtjestvennoje mnenije (Offentlighetens opinion), delade trilogin "På äventyr i Prostokvasien" tredjeplatsen med den animerade filmen "Shrek": 5% av de tillfrågade föredrog dem som sin tecknade favoritfilm, medan 1:a platsen gick till den animerade serien Vänta bara! med 20 % av rösterna, 2:a plats gick till den animerade serien "Masha och björnen" med 7 % av rösterna.

## Utgivning
Filmen gavs 1986 ut på VHS av Wendros i samlingen Helggodis tillsammans med bland annat Semester i Prostokvasien.

## Fortsättningar
1980, i kölvattnet av framgången med den tecknade filmen På äventyr i Prostokvasien, regissören Vladimir Popov en fortsättning på Eduard Uspenskijs berättelser om onkel Fjodor och hans vänner ― Semester i Prostokvasien, och 1984 ― Zima v Prostokvasjino. Men på grund av konflikten som uppstod mellan regissören och scenografen Levon Chatjatrjan, var Arkadij Sjer scenograf i dessa filmer, vilket märkbart påverkar karaktärernas utseende, men inte nämnbart filmernas popularitet.
Under 2017 meddelade presstjänsten i Sojuzmultfilm-studion att 30 nya tecknade avsnitt planerades att släppas mellan 2018 och 2020, som kommer att visa hur Prostokvasien och dess karaktärer har förändrats på 20 år. Eduard Uspenskij, som inte gav Sojuzmultfilm tillåtelse att använda karaktärerna han skapade, uttryckte oro över tillkomsten av nya avsnitt. Uspenskij kallade det upphovsrättsintrång och var beredd att gå till domstol med saken. Trots detta publicerade studion Sojuzmultfilm den 3 april 2018 det första avsnittet av serien online.